# Nils Petersen
Nils Petersen (Wernigerode, 6 december 1988) is een Duitse voetballer die doorgaans in de aanval speelt. Hij tekende in juni 2015 bij SC Freiburg, dat hem in het voorgaande halfjaar al huurde van Werder Bremen. Petersen debuteerde in 2018 in het Duits voetbalelftal.

## Carrière
Petersen stroomde in 2006 door vanuit de jeugd van FC Carl Zeiss Jena. Daarmee speelde hij twee jaar in de 2. Bundesliga en daarna nog een half seizoen in de 3. Liga. Petersen verruilde Carl Zeiss Jena op 6 januari 2009 voor FC Energie Cottbus, waar hij een contract tot de zomer van 2012 ondertekende. Hiermee speelde hij zijn eerste wedstrijden in de Bundesliga. Hij degradeerde aan het eind van dat seizoen met Cottbus naar de 2. Bundesliga, waarin hij vervolgens op stoom raakte. Nadat hij in het seizoen 2009/10 tien keer scoorde in 22 competitiewedstrijden, werd hij in het seizoen 2010/11 topscorer van de 2. Bundesliga met 25 doelpunten.
Petersen wekte de interesse van Bayern München, de nummer drie van Duitsland dat seizoen. Het betaalde in mei 2011 €2.800.000,- voor hem. Petersen tekende ditmaal een contract voor drie seizoenen, waarvan hij er één volmaakte. Na negen competitiewedstrijden en twee doelpunten in zijn eerste jaar, verhuurde Bayern Petersen gedurende het seizoen 2012-13 aan Werder Bremen. Hier speelde hij vrijwel alle wedstrijden dat seizoen, waarna de club hem in mei 2013 een vierjarig contract gaf.
Toen in oktober 2014 coach Robin Dutt werd vervangen door Viktor Skripnik, hield het voor Petersen op bij Werder. Hij kwam nog zeven keer in actie, maar werd in januari 2015 voor een half jaar verhuurd aan Freiburg. Hier maakte hij in zijn eerste wedstrijd direct drie doelpunten. Hij scoorde uiteindelijk negen goals in twaalf wedstrijden, maar kon Freiburg niet in de Bundesliga houden. Petersen tekende in juni 2015 een contract waarmee hij zich definitief aan Freiburg verbond, tot medio 2019. Hij begon ook zijn eerste wedstrijd in vaste dienst voor de club met een hattrick. Op de eerste speeldag van het seizoen 2015/16 in de 2. Bundesliga scoorde hij in de achtste, elfde en dertiende minuut, tegen 1. FC Nürnberg (uitslag: 6-3 winst). Onder leiding van trainer-coach Christian Streich won hij met Freiburg de titel in de 2. Bundesliga, waardoor rechtstreekse promotie werd afgedwongen naar de Bundesliga. Hij scoorde 21 keer in 32 duels en werd daarmee clubtopscorer.

## Interlandcarrière
Petersen speelde zowel voor het Duitse voetbalelftal voor spelers onder de 19 jaar als het elftal voor spelers onder de 20 jaar eer hij op 9 augustus 2009 werd opgeroepen voor het elftal onder 21 jaar. Hij maakte op 2 juni 2018 onder bondscoach Joachim Löw zijn debuut in het Duits voetbalelftal, in een oefeninterland tegen Oostenrijk (1-2). Hij begon in de basis en moest na 76 minuten plaatsmaken voor oudgediende Mario Gómez.
| Interlands van Nils Petersen voor Duitsland | Interlands van Nils Petersen voor Duitsland | Interlands van Nils Petersen voor Duitsland | Interlands van Nils Petersen voor Duitsland | Interlands van Nils Petersen voor Duitsland | Interlands van Nils Petersen voor Duitsland |
| №                                           | Datum                                       | Wedstrijd                                   | Uitslag                                     | Competitie                                  | Goals                                       |
| ------------------------------------------- | ------------------------------------------- | ------------------------------------------- | ------------------------------------------- | ------------------------------------------- | ------------------------------------------- |
|                                             |                                             |                                             |                                             |                                             |                                             |
| Als speler bij SC Freiburg                  |                                             |                                             |                                             |                                             |                                             |
| 1.                                          | 2 juni 2018                                 | Oostenrijk – Duitsland                      | 2 – 1                                       | Vriendschappelijk                           |                                             |
| 2.                                          | 9 september 2018                            | Duitsland – Peru                            | 2 – 1                                       | Vriendschappelijk                           |                                             |

## Erelijst
SC Freiburg
- 2. Bundesliga

2015/16